# Eingana
Eingana chiamata anche Madre Eingana, è secondo i nativi australiani la dea creatrice del mondo, di tutte le acque, della terra, degli animali e dei canguri.
Viene rappresentata come un enorme serpente, privo di organo sessuale e in continua crescita poiché i figli da lei generati crescerebbero esclusivamente al suo interno. Soffrendo per la sua gravidanza cominciò a rotolare e strisciare intorno a se stessa. Il dio Barraiya vedendo la sua agonia con una lancia creò un taglio vicino all'ano della madre, facendo uscire tutte le creature, che diedero quindi vita al mondo.
Eingana è anche la madre della morte poiché attaccato a lei rimane il cordone ombelicale di tutte le sue creature. Quando si spezza il cordone, la vita del figlio giunge alla fine. Se lei dovesse morire, tutto cesserebbe di esistere.
Secondo il mito vivrebbe ancora oggi nella dimensione del Tempo del Sogno, e passerebbe di tanto in tanto per creare altra vita.